# Ronde van Vlaanderen 2005/Startlijst
Onderstaand het deelnemersveld van de 89e Ronde van Vlaanderen verreden op 3 april 2005. De Belg Tom Boonen (Quick-Step) kwam in Meerbeke als winnaar over de streep. De vijfentwintig deelnemende ploegen konden acht renners selecteren. De Duitser Steffen Wesemann (T-Mobile) droeg nummer één als titelverdediger, maar hij reed de wedstrijd niet uit.

## Ploegen
| K = Kopman | DNF = Niet uitgereden | Vb. = Nationale kampioen op de weg 2004 |

### T-Mobile
1.  Steffen Wesemann DNF

2.  Rolf Aldag

3.  Andreas Klier K 

4.  Eric Baumann DNF

5.  Marcus Burghardt

6.  Stephan Schreck

7.  Sergej Ivanov

8.  Erik Zabel

### Bouygues Telécom
11.  Laurent Brochard K

12.  Frédéric Mainguenaud DNF

13.  Yohann Gène DNF

14.  Anthony Geslin

15.  Christophe Kern DNF

16.  Franck Renier

17.  Thomas Voeckler  DNF

18.  Unai Yus DNF

### Cofidis
21.  Jimmy Casper

22.  Jimmy Engoulvent DNF

23.  Peter Farazijn DNF

24.  Jans Koerts DNF

25.  Thierry Marichal DNF

26.  Stuart O'Grady K

27.  Staf Scheirlinckx

28.  Cédric Vasseur DNF

### Crédit Agricole
31.  László Bodrogi

32.  Cyril Lemoine DNF

33.  Sébastien Hinault DNF

34.  Thor Hushovd  K

35.  Jaan Kirsipuu

36.  Geoffroy Lequatre DNF

37.  Kilian Patour DNF

38.  Bradley Wiggins

### Team CSC
41.  Jakob Piil DNF

42.  Luke Roberts

43.  Lars Ytting Bak

44.  Lars Michaelsen K

45.  Matti Breschel DNF

46.  Allan Johansen

47.  Thomas Bruun Eriksen DNF

48.  Vladimir Goesev

### Davitamon–Lotto
51.  Wim De Vocht

52.  Nico Mattan

53.  Gert Steegmans DNF

54.  Jochen Summer

55.  Léon van Bon

56.  Peter Van Petegem K 

57.  Wim Vansevenant DNF

58.  Aart Vierhouten

### Discovery Channel
61.  Lance Armstrong Resultaat (28e) geschrapt

62.  Antonio Cruz DNF

63.  Stijn Devolder

64.  Vjatsjeslav Jekimov

65.  George Hincapie K

66.  Roger Hammond 

67.  Leif Hoste

68.  Hayden Roulston DNF

### Domina Vacanze
71.  Simone Cadamuro DNF

72.  Mirko Celestino

73.  Alessandro Cortinovis DNF

74.  Angelo Furlan DNF

75.  Mirco Lorenzetto

76.  Jörg Ludewig DNF

77.  Matej Jurčo

78.  Rafael Noeritdinov

### Euskaltel–Euskadi
81.  Joseba Albizu DNF

82.  Iker Flores DNF

83.  David Herrero DNF

84.  Iñaki Isasi DNF

85.  Iñigo Landaluze

86.  Aketza Peña Iza

87.  Aitor Silloniz DNF

88.  Antón Luenga DNF

### Fassa Bortolo
91.  Andrus Aug

92.  Fabio Baldato

93.  Fabian Cancellara

94.  Claudio Corioni DNF

95.  Juan Antonio Flecha K

96.  Francesco Chicchi DNF

97.  Alberto Ongarato DNF

98.  Roberto Petito

### La Française des Jeux
101.  Ludovic Auger DNF

102.  Baden Cooke DNF

103.  Christophe Detilloux

104.  Bernhard Eisel

105.  Frédéric Guesdon K

106.  Christophe Mengin

107.  Francis Mourey DNF

108.  Matthew Wilson  DNF

### Gerolsteiner
111.  René Haselbacher DNF

112.  Frank Høj

113.  Robert Förster DNF

114.  Sebastian Lang

115.  Sven Krauss DNF

116.  Peter Wrolich

117.  Markus Zberg K

118.  Thomas Ziegler DNF

### Illes Balears–Caisse d'Epargne
121.  Mikel Pradera DNF

122.  Daniel Becke DNF

123.  Imanol Erviti DNF

124.  Isaac Gálvez DNF

125.  José Vicente García Acosta

126.  José Julia Cayetano

127.  Iker Leonet Iza DNF

128.  Vicente Reynes DNF

### Lampre–Caffita
131.  Alessandro Ballan

132.  Daniele Bennati

133.  Giosuè Bonomi DNF

134.  Gianluca Bortolami K

135.  Salvatore Commesso DNF

136.  Paolo Fornaciari DNF

137.  Enrico Franzoi DNF

138.  Dario Pieri DNF

### Liberty Seguros–Würth
141.  Carlos Barredo

142.  Allan Davis DNF

143.  Koen de Kort DNF

144.  Jesús Hernández DNF

145.  Aaron Kemps

146.  Sérgio Paulinho DNF

147.  Iván Santos Martínez DNF

148.  Luis León Sánchez DNF

### Liquigas–Bianchi
151.  Magnus Bäckstedt K

152.  Mauro Gerosa

153.  Nicola Loda DNF

154.  Marcus Ljungqvist

155.  Michael Albasini DNF

156.  Marco Righetto DNF

157.  Gianluca Sironi

158.  Marco Zanotti DNF

### Phonak Hearing Systems
161.  Aurélien Clerc

162.  Martin Elmiger

163.  Bert Grabsch

164.  Fabrizio Guidi DNF

165.  Robert Hunter DNF

166.  Uroš Murn 

167.  Ignacio Gutiérrez Cataluña

168.  Grégory Rast  K

### Quick-Step–Innergetic
171.  Marc Lotz

172.  Tom Boonen K 

173.  Wilfried Cretskens

174.  Kevin Hulsmans

175.  Servais Knaven DNF

176.  Nick Nuyens

177.  Filippo Pozzato

178.  Bram Tankink

### Rabobank
181.  Matthew Hayman K

182.  Erik Dekker 

183.  Maarten den Bakker

184.  Steven de Jongh

185.  Jan Boven

186.  Karsten Kroon

187.  Gerben Löwik DNF

188.  Marc Wauters

### Saunier Duval–Prodir
191.  Rubens Bertogliati DNF

192.  David Cañada

193.  Ángel Gómez DNF

194.  Manuel Quinziato

195.  Ivan Ravaioli DNF

196.  Andrea Tafi K

197.  Francisco Ventoso DNF

198.  Constantino Zaballa

### AG2r–Prévoyance
201.  Simon Gerrans

202.  Laurent Mangel DNF

203.  Nicolas Portal DNF

204.  Erki Pütsep 

205.  Mark Scanlon DNF

206.  Aljaksandr Oesaw

207.  Tomas Vaitkus 

208.  Lloyd Mondory DNF

### Chocolade Jacques–T Interim
211.  Niko Eeckhout DNF

212.  Kevin Van Impe

213.  Pieter Ghyllebert

214.  Benny De Schrooder DNF

215.  Frederik Willems DNF

216.  Wesley Van Speybroeck DNF

217.  Wesley Van der Linden

218.  Koen Barbé DNF

### Landbouwkrediet–Colnago
221.  Ludovic Capelle DNF

222.  Ludo Dierckxsens DNF

223.  Bert De Waele

224.  Geert Verheyen

225.  Glenn D'Hollander DNF

226.  Jurgen Van De Walle DNF

227.  James Vanlandschoot DNF

228.  Mathieu Criquielion DNF

### Mr.Bookmaker.com–Sports Tech
231.  David Boucher

232.  Johan Coenen

233.  Gorik Gardeyn DNF

234.  Jeremy Hunt DNF

235.  Matthé Pronk

236.  Erwin Thijs

237.  Kristof Trouvé

238.  Ángel Castresana DNF

### Team Wiesenhof
241.  Enrico Poitschke DNF

242.  Ralf Grabsch

243.  David Kopp DNF

244.  Roberto Lochowski DNF

245.  Sebastian Siedler DNF

246.  Christian Knees DNF

247.  Martin Müller DNF

248.  André Greipel DNF

## Afbeeldingen

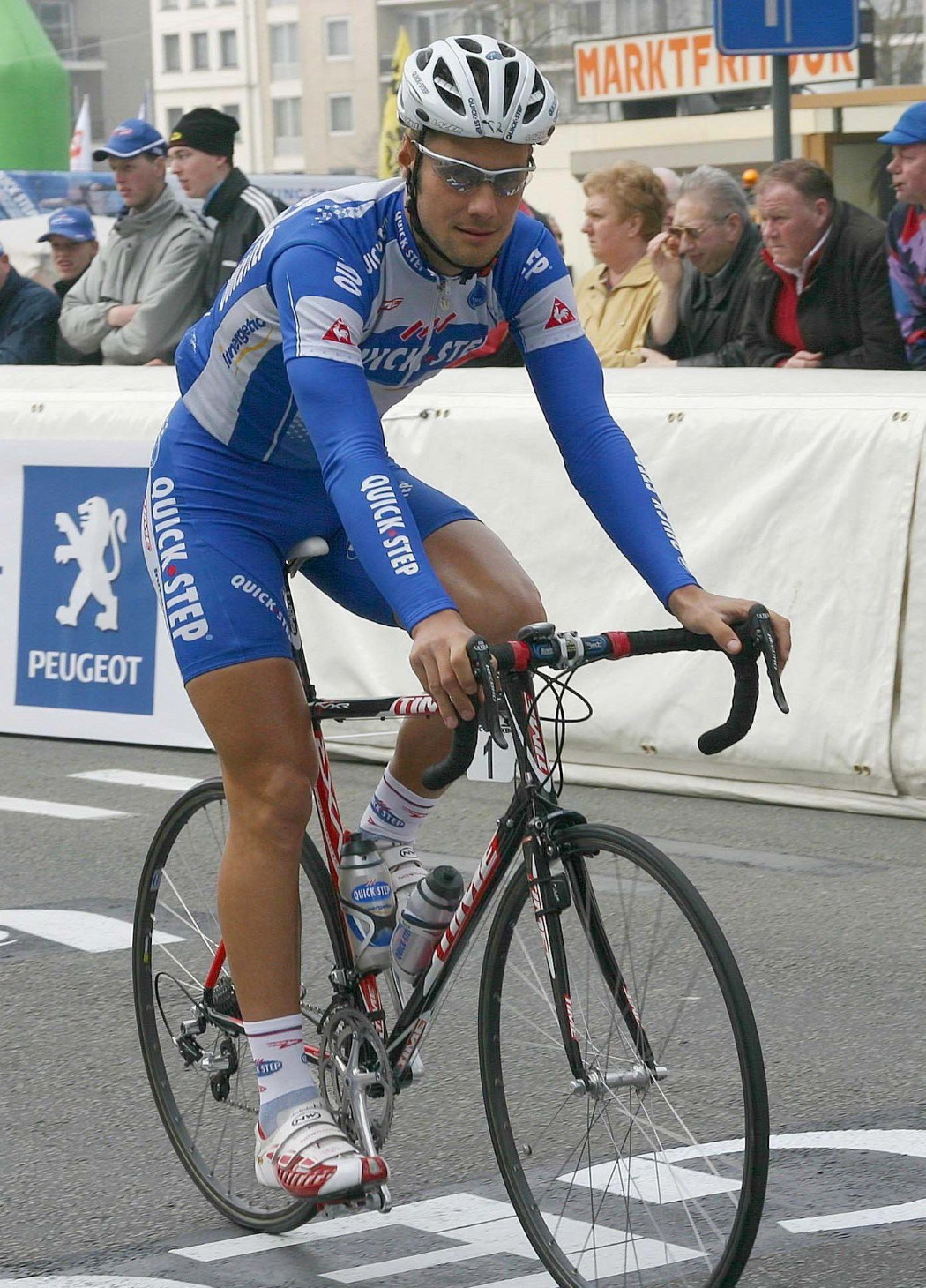
Tom Boonen
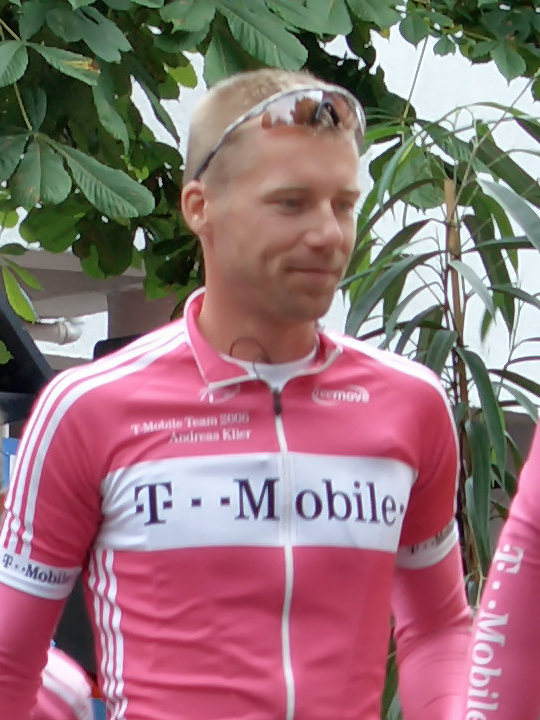
Andreas Klier
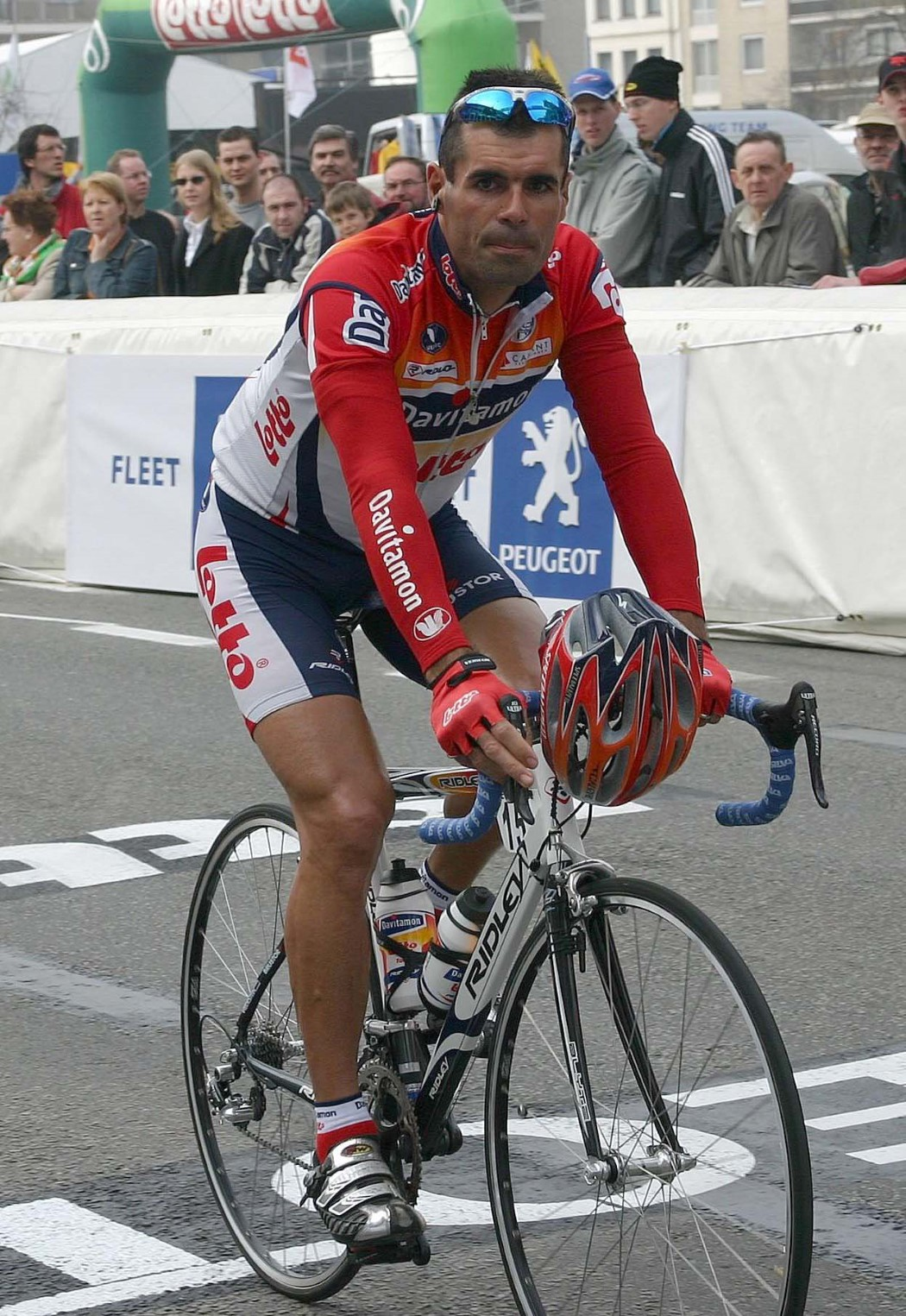
Peter Van Petegem
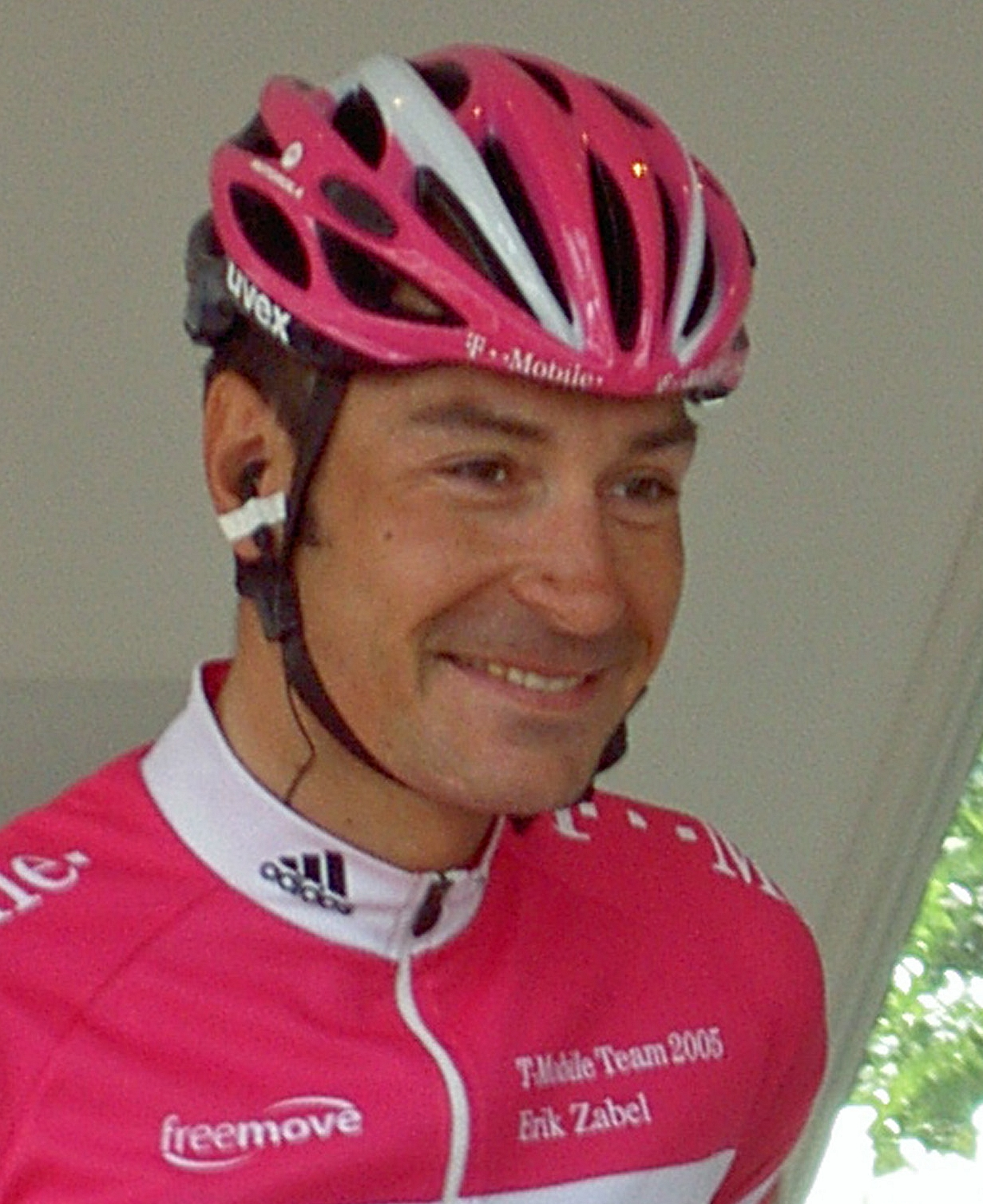
Erik Zabel
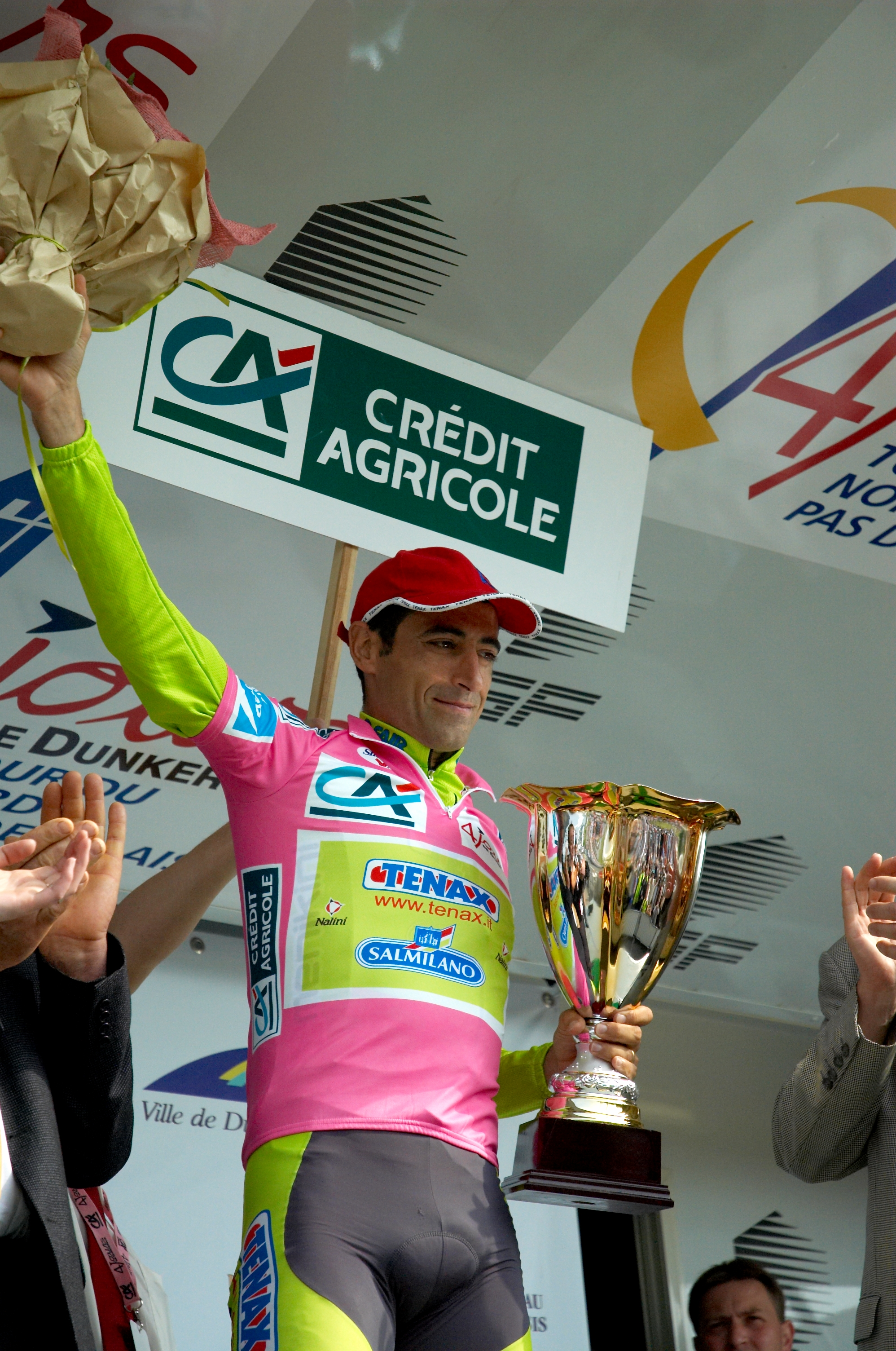
Roberto Petito
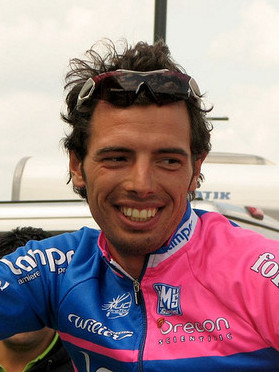
Alessandro Ballan
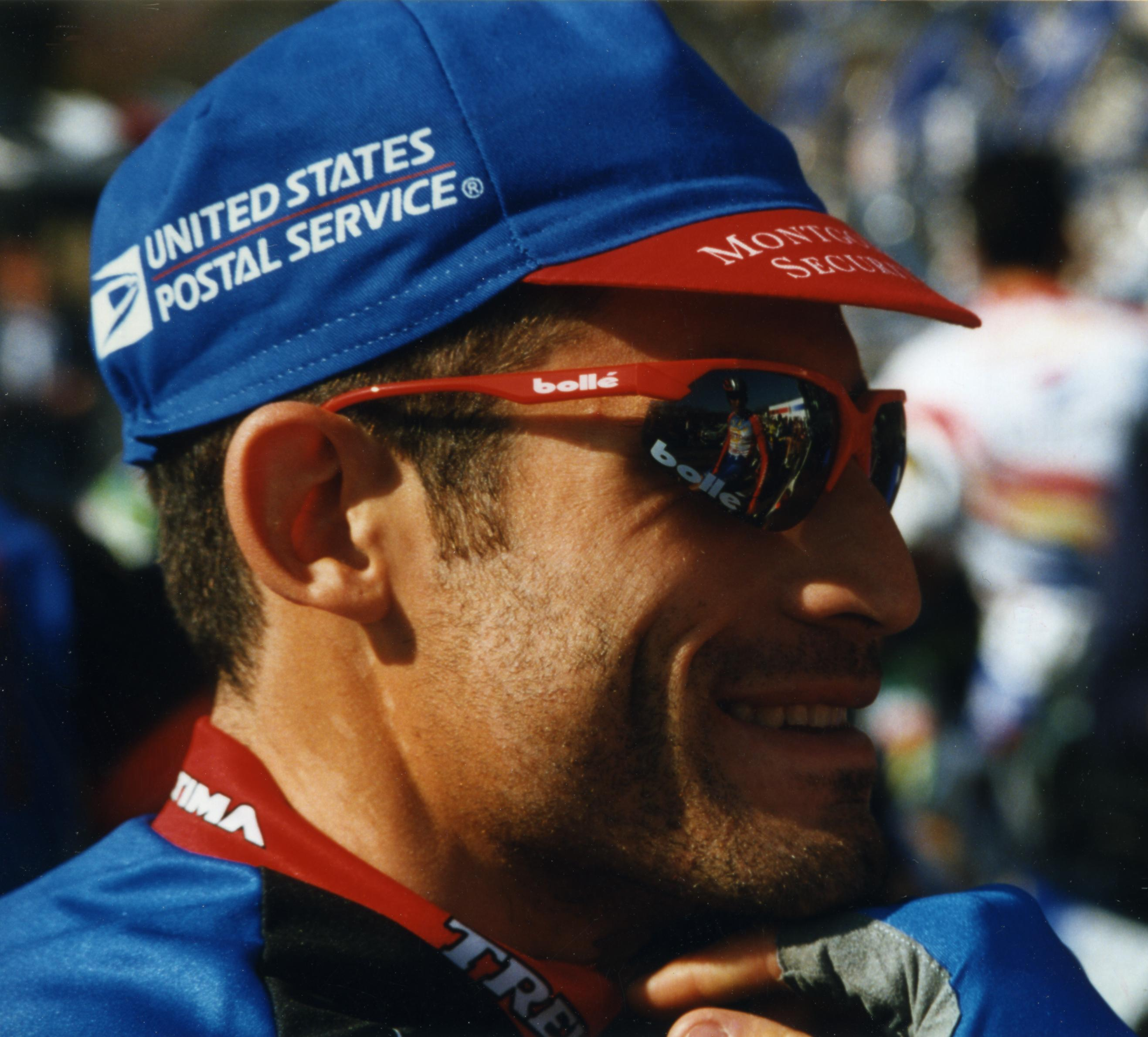
George Hincapie
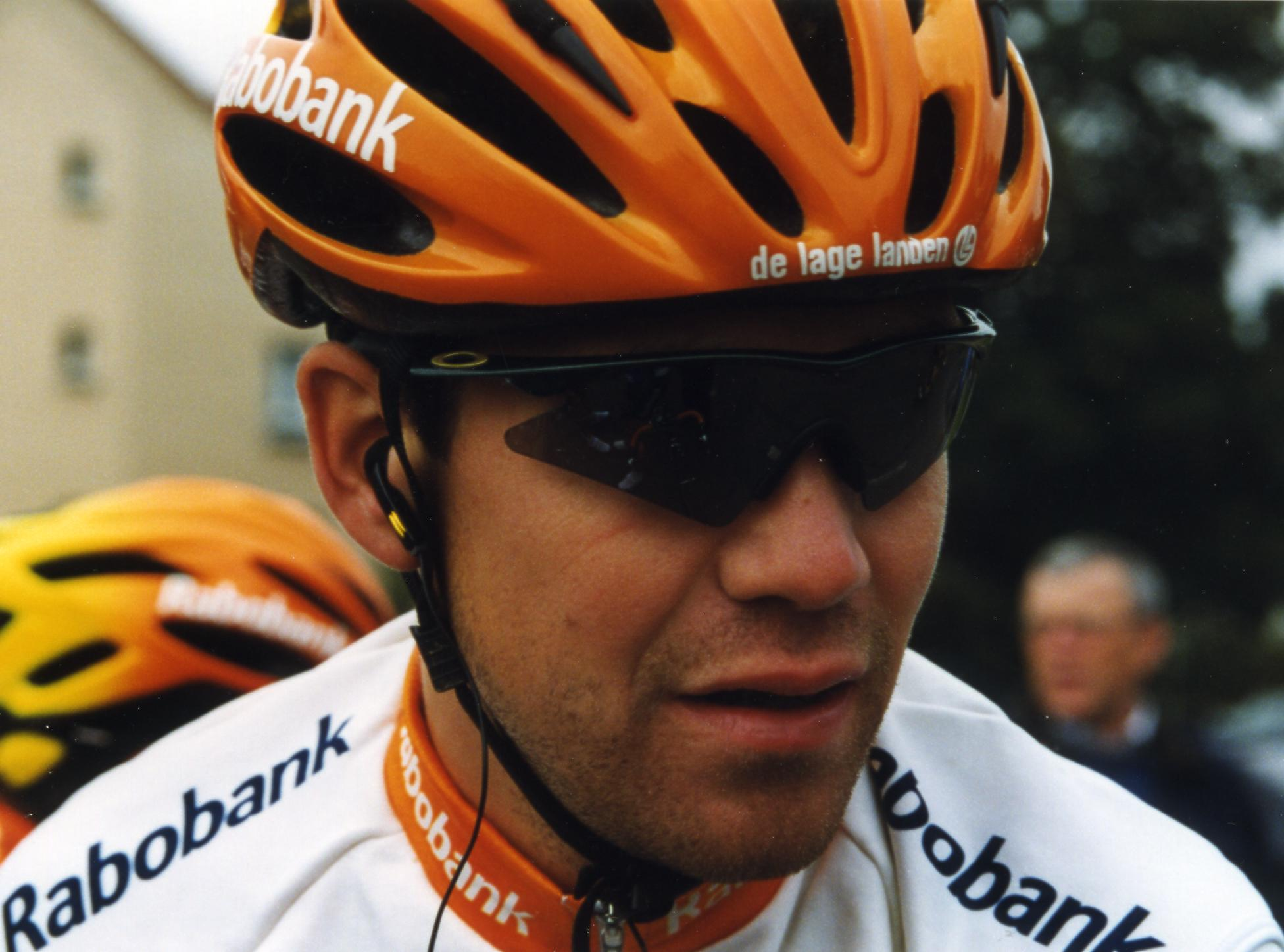
Léon van Bon
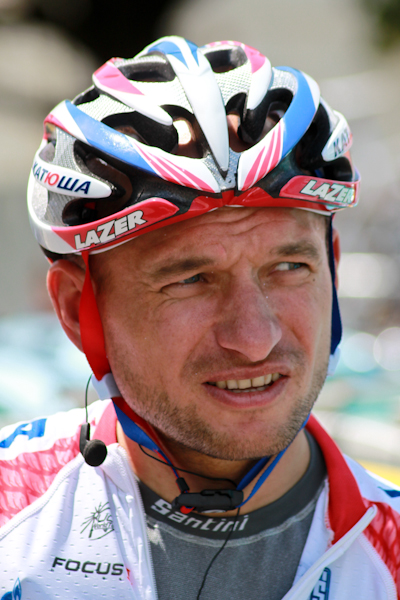
Sergej Ivanov
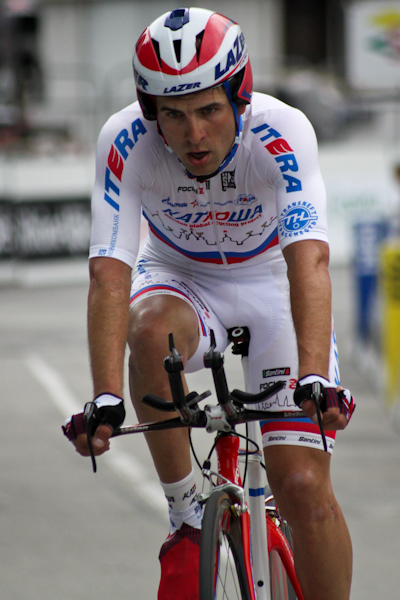
Vladimir Goesev

1913 · 
1914 · 
1915 · 
1916 · 
1917 · 
1918 · 
1919 · 
1920 · 
1921 · 
1922 · 
1923 · 
1924 · 
1925 · 
1926 · 
1927 · 
1928 · 
1929 · 
1930 · 
1931 · 
1932 · 
1933 · 
1934 · 
1935 · 
1936 · 
1937 · 
1938 · 
1939 · 
1940 · 
1941 · 
1942 · 
1943 · 
1944 · 
1945 · 
1946 · 
1947 · 
1948 · 
1949 · 
1950 · 
1951 · 
1952 · 
1953 · 
1954 · 
1955 · 
1956 · 
1957 · 
1958 · 
1959 · 
1960 · 
1961 · 
1962 · 
1963 · 
1964 · 
1965 · 
1966 · 
1967 · 
1968 · 
1969 · 
1970 · 
1971 · 
1972 · 
1973 · 
1974 · 
1975 · 
1976 · 
1977 · 
1978 · 
1979 · 
1980 · 
1981 · 
1982 · 
1983 · 
1984 · 
1985 · 
1986 · 
1987 · 
1988 · 
1989 · 
1990 · 
1991 · 
1992 · 
1993 · 
1994 · 
1995 · 
1996 · 
1997 · 
1998 · 
1999 · 
2000 · 
2001 · 
2002 · 
2003 · 
2004 · 
2005 · 
2006 · 
2007 · 
2008 · 
2009 · 
2010 · 
2011 · 
2012 · 
2013 · 
2014 · 
2015 · 
2016 · 
2017 · 
2018 · 
2019 · 
2020 · 
2021 · 
2022 · 
2023 · 
2024
Lijst van beklimmingen